# Laika & The Cosmonauts
Laika & The Cosmonauts war eine Surf-Rock-Band aus Finnland, die sich 1987 in der Besetzung Mikko Lankinen (E-Gitarre), Janne Haavisto (Schlagzeug), Matti Pitsinki (Elektronische Orgel und Gitarre) und Tom Nyman (E-Bass) formiert hatte. Das erste Album der Gruppe, C’mon Do The Laika, wurde 1988 veröffentlicht, in der Folgezeit erschienen fünf weitere Alben. Die Band spielte bis zu ihrer Auflösung im Jahr 2008 in Originalbesetzung.

## Biografie
Im Jahr 1987 war Laika & The Cosmonauts aus der finnischen Band Pluto & The Astronauts hervorgegangen. Der Bandname bezieht sich auf die Hündin Laika, die 1957 von der Sowjetunion im Rahmen der Mission Sputnik 2 als erstes Lebewesen in eine Erdumlaufbahn geschossen worden war. Die Aufmerksamkeit für Laika & The Cosmonauts begann in Finnland und im übrigen Europa zu wachsen, nachdem sich die Band bereits einen Namen in der US-amerikanischen Instrumental-, Surf Rock- und Garage-Rock-Szene gemacht hatte. In den USA veröffentlichten die Cosmonauts drei Studioalben, Instruments of Terror (1992), The Amazing Colossal Band (1995), beide beim Plattenlabel UpStart Records, und Absurdistan (1997) auf Yep Roc Records sowie eine Kompilation, Zero Gravity (1996), bei UpStart Records, mit Musikstücken der zwei Frühwerke, C’mon do the Laika (1988) und Surfs You Right! (1990), beide beim Label Amigo Finland Records veröffentlicht.
Während Laika & The Cosmonauts auf den ersten beiden Alben typischen Surf Rock gespielt hatte, erweiterte die Band auf den folgenden Alben ihr Stilspektrum um Elemente aus den Musikstilen Jazz (unter anderem eine Coverversion des Jazzstandards A Night in Tunisia von Dizzy Gillespie), Ska und Heavy Metal. Außerdem waren die Musiker an den Soundtracks mehrerer Kinofilme beteiligt und betätigten sich darüber hinaus als Musikproduzenten für andere Bands.
Die Alben von Laika & The Cosmonauts wurden von der Presse in den USA sehr positiv aufgenommen und im Radio ausgiebig gespielt. Musiker wie Dick Dale, Mike Palm (Agent Orange), John Jorgenson (The Hellecasters), Mike Campbell und Benmont Tench (Tom Petty & the Heartbreakers) gehören zum Kreis der bekennenden Laika-Fans.
In den USA gab es sechs große Konzerttourneen, unter anderem als Vorgruppe der Band Ministry bei der Tournee zum Ministry-Album Filth Pig. Der Ministry-Sänger Al Jourgensen wollte Laika auf der Ministry-Tornee, die durch mehrere Sport-Stadien führte, unbedingt dabei haben: “They are the best fucking band in the world!” Auch in Europa tourten Laika & The Cosmonauts seit Mitte der 1990er-Jahre regelmäßig. Im Jahr 2000 wurde das Live-Album Laika Sex Machine bei Texicalli Records veröffentlicht. Der Titel des Albums ist ein Wortspiel, das den Bandnamen auf humorvolle Weise mit dem populären Funk-Musikstück Get Up (I Feel Like Being a) Sex Machine von James Brown aus dem Jahr 1970 verbindet. Dem Anfang 2004 bei Yep Roc Records erschienenen Album Local Warming folgten Tourneen in Nordamerika und Europa. Im November 2008 löste sich die Band nach 21 Jahren auf.

## Diskografie

### Alben
- 1988 – C’mon do the Laika
- 1990 – Surfs You Right
- 1992 – Instruments of Terror
- 1995 – Amazing Colossal Band
- 1996 – Zero Gravity
- 1997 – Absurdistan
- 2000 – Laika Sex Machine
- 2004 – Local Warming

### Singles
- 1988 – Fadeaway
- 1990 – Laika & The Cosmonauts Play Varttina: Kiiriminna